# ビス(2-メチル-3-フリル)ジスルフィド
ビス(2-メチル-3-フリル)ジスルフィド（英: Bis(2-methyl-3-furyl) Disulfide）は、有機硫黄化合物の一種。2つの2-メチルフランがジスルフィド結合した構造である。ビタミンB1の分解により生じ、栄養ドリンクなどにおける、いわゆるビタミン臭の主な要因と考えられている。他のジスルフィド化合物とともに、乳製品などの香料としても使用される。調理した食肉からも生じ、嗅覚閾値は0.00002ppbと強い臭気を持つ。日本の消防法では危険物第4類第3石油類に区分される。